# بخشندگی
بخشندگی عادتِ دهش بدونِ انتظار جبرانِ آن از سوی طرفِ مقابل است. بخشندگی باعثِ به وجود آمدنِ سازمان‌هایی همچون سازمان خیریه، بنیاد و سازمان ناسودبر در جامعه می‌گردد. بخشندگی با خداباوری هم ارتباط دارد اگرچه مردم جهان پیرو ادیان و باورهای متعددی هستند اما مطالعات نشان داده‌است باور به خدا می‌تواند باعث افزایش میزان همدلی و بخشندگی بین مردم شود.مطالعات فراوانی تاب آوری کمتر را با نبخشیدن و تاب آوری بیشتر را با بخشش در ارتباط معنی دار گزارش کرده‌اند بر همین اساس هم انجمن روان‌شناسی آمریکا تمریناتی را برای افزایش تاب آوری پیشنهاد کرده‌است که به بخشش ختم می‌شود.

## بخشندگی در اسلام
در اسلام به بخشندگی سخاوت گفته می‌شود. سخاوت در لغت از مادهٔ «سَخو» به معنی جود و بخشش بوده و سَخی به معنی بخشنده است. بنابراین «سخاوت» در مقابل بخل بوده که در اصطلاح دینی به ملکهٔ بذلِ مال به مستحق، بدون درخواست سائل، به میزان شایسته، گفته می‌شود. بخشندگی در اسلام -همچون دیگر ادیان- بسیار توصیه گشته‌است.

## بخشندگی در مزدیسنا
در مزدیسنا داد و دهش (ترکیب عطفی، اِ مرکب) از اتباع عطا و بخشش، عدل و سخا است و از سوی اشوزرتشت برای باورمندانِ به مزدیسنا بسیار سفارش شده‌است. به دهشمند در مزدیسنا، سوشیانت نیز گفته می‌شود.
در این بینش، انسان با پیمودن راه عرفان بر آن است تا به اهورامزدا نزدیک شود و با همین انگیزه باید برخی از ویژگی‌های اهورایی را در خود پرورش دهد. یکی از ویژگی‌های اهورایی، بخشندگی و داد و دهشِ بی پایان است. از این رو هر فرد نیز با پرداختن به نیکوکاری و داد و دهش، خشنودی اهورامزدا و روان آفرینش را فراهم خواهد ساخت.